# Štefánia Hartiníková
Štefánia Hartiníková (* 9. května 1935) byla slovenská a československá politička Komunistické strany Slovenska a poslankyně Sněmovny národů Federálního shromáždění za normalizace.

## Biografie
K roku 1976 se profesně uvádí jako dělnice. Ve volbách roku 1976 zasedla do slovenské části Sněmovny národů (volební obvod č. 110 - Kysucké Nové Mesto, Středoslovenský kraj). Ve Federálním shromáždění setrvala do konce funkčního období, tedy do voleb roku 1981.